# Przygody Brisco County Juniora
Przygody Brisco County Juniora (także jako Przygoda na Dzikim Zachodzie, oryg. The Adventures of Brisco County, Jr., 1993-94 – amerykański serial telewizyjny science-fiction, zrealizowany w konwencji westernu.
Serial wszedł na ekrany telewizyjne w tej samej stacji i w tym samym sezonie co Z archiwum X. Zarządzający stacją traktowali go priorytetowo i uważali, że przyciągnie więcej widzów niż ten drugi, oraz że przynajmniej część z nich pozostanie przy telewizorach i przy okazji obejrzy Z archiwum X. Ostatecznie jednak tak się nie stało i serial nie osiągnął oczekiwanego sukcesu. Zrealizowano zaledwie 27 odcinków i po jednym sezonie zszedł z ekranu.

## Fabuła
Brisco County to syn byłego szeryfa w jednym z miasteczek na amerykańskim Dzikim Zachodzie, absolwent prawa Uniwersytetu Harvarda, który po ukończeniu studiów wraca do domu rozprawić się z zabójcą ojca, Johnem Blyem. W pościgu towarzyszy mu słynny łowca nagród Lord Bowler. 

## Obsada
- Bruce Campbell jako Brisco County Jr.
- Julius Carry jako lord Bowler
- Christian Clemenson jako Socrates Poole

i inni